# Agnete Nielsen
Agnete Nielsen (født 15. april 1999) er en dansk professionel fodboldspiller, der spiller som midtbanespiller for Vålerenga i Norge. Hun har tidligere spillet for bl.a. Brøndby IF og Fortuna Hjørring i Elitedivisionen og vandt det danske mesterskab for Fortuna Hjørring i 2018 og 2020. 
Hun har spillet for flere af Danmarks ungdomslandshold og er en del af Danmarks U/23-kvindefodboldlandshold.

## Hæder

### Klub
Fortuna Hjørring
Mestre
- Elitedivisionen: 2017-18, 2019-20
- Landspokalturneringen: 2019